# ابن قانع
ابن قانع (265 هـ - 351 هـ / 880 - 962م)، عالم مُسلم، ومصنّف، ومُحدِّث، وقاضٍ، كان واسع الرحلة كثير الحديث. وهو صاحب كتاب معجم الصحابة.

## سيرته
هو أبو الحسين عبد الباقي بن قانع بن مرزوق بن واثق الأموي مولاهم البغدادي، ولد سنة 265 هـ، ارتحل لطلب الحديث، وكان قاضيًا، وحافظًا للحديث، اختلط قبل موته بسنتين، توفي في شوال سنة 351 هـ.

## روايته للحديث
- سمع من: الحارث بن أبي أسامة، وإبراهيم بن الهيثم البلدي، وإبراهيم الحربي، ومحمد بن مسلمة الواسطي، وإسماعيل بن الفضل البلخي، وبشر بن موسى، وأحمد بن موسى الحمار، وعبيد بن شريك البزار، وأحمد بن إسحاق الوزان، ومحمد بن يونس الكديمي، وأبا مسلم الكجي، وعلي بن محمد بن أبي الشوارب، وعبيد بن غنام، ومطينًا، ومعاذ بن المثنى، وأحمد بن إبراهيم بن ملحان.
- حدث عنه: الدارقطني، وأبو الحسن بن رزقويه، وأبو عبد الله الحاكم النيسابوري، وأبو الحسين بن الفضل القطان، وأحمد بن علي البادي، وأبو علي بن شاذان، وأبو الحسن الحمامي، وأبو القاسم بن بشران، وأبو الحسن بن الفرات.
- منزلته في الجرح التعديل: قال البرقاني: «البغداديون يوثقونه، وهو عندي ضعيف». وقال الدارقطني: «كان يحفظ، ولكنه يخطئ ويصر». وروى الخطيب البغدادي عن أبو القاسم الأزهري، عن أبي الحسن بن الفرات، قال: «كان ابن قانع قد حدث به اختلاط قبل موته بنحو من سنتين، فتركنا السماع منه، وسمع منه قوم في اختلاطه».[1] قال الخطيب البغدادي: «لا أدري لماذا ضعفه البرقاني؟ فقد كان ابن قانع من أهل العلم والدراية ورأيت عامة شيوخنا يوثقونه، وقد تغير في آخر عمره.»، وقال ابن حزم: «اختلط ابن قانع قبل موته بسنة وهو منكر الحديث تركه أصحابه.» ولكن تعقبه ابن حجر العسقلاني قال: «ما أعلم أحداً تركه وإنما صح أنه اختلط فاجتنبوه».[2]

## مؤلفاته
- معجم الصحابة، أفرد ابن فتحون كتابًا لنقده وبيان ما فيه من أوهام في الحديث،[3] سماه «إصلاح أوهام المعجم لابن قانع».[4]